# Letohrad (zámek)
Zámek Letohrad (dříve Kyšperk) se nachází ve stejnojmenném městě na Václavském náměstí.

## Historie
Městečko a panství Kyšperk náleželo před svým osamostatněním v roce 1568 šlechtickému rodu Žampachů z Potštejna, po smrti Zdeňka Žampacha v roce 1562 to byl od roku Čeněk Žampach. Jeho starší bratr Jan Burian založil na ostrohu nad Tichou Orlicí tvrz, doloženou poprvé roku 1570. Po jeho smrti musel Čeněk kyšperské panství prodat. Zboží zdědil v roce 1653 hrabě Hynek Jetřich Vitanovský, který nevyhovující tvrz v roce 1681 zbořil a na jejím místě vybudoval dvoupatrový zámek obdélníkového půdorysu se samostatnou věží. Stavbu dokončila Hynkova manželka Jana Magdalena z Harasova, provdaná podruhé za Norberta Leopolda Libštejnského z Kolovrat. K zámku byla přistavěna jednopatrová budova, sloužící jako patrimoniální úřad. K ní přiléhala jednolodní barokní zámecká kaple sv. Václava s bohatou štukovou výzdobou od Giovanniho Maderny. Kaple byla roku 1726 přestavěna na kostel sv. Václava.

## Přestavba rodinou Bredů

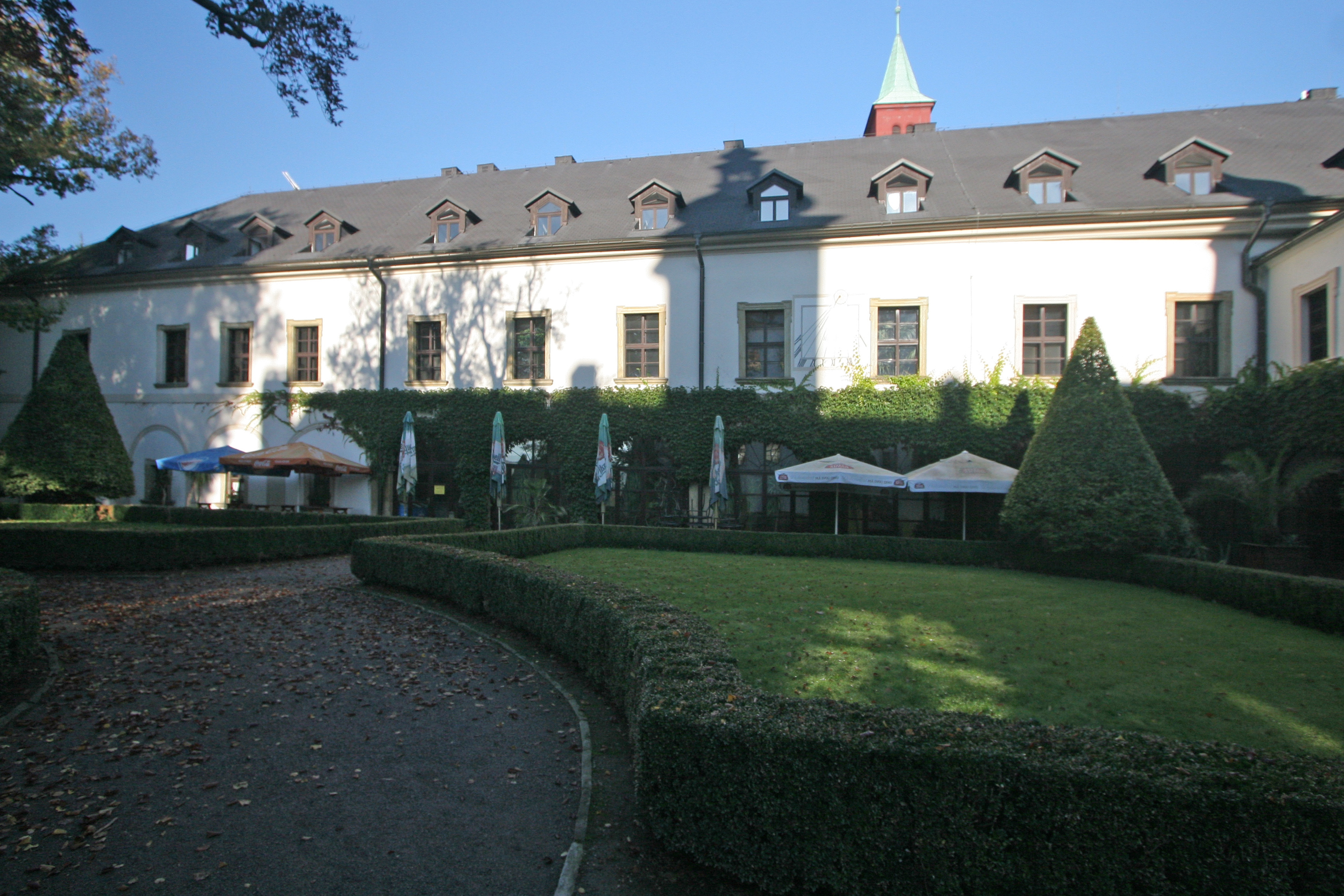
Západní křídlo s nádvořím

Po roku Libštejnských z Kolovrat a Harrachů z Hřebene se kyšperské panství stalo majetkem rodiny Bredů. Nová majitelka, hraběnka Tereza Bredová (Cavriani) ze Špandavy zahájila roku 1730 rozsáhlé úpravy, které dokončil začátkem 19. století Petr Marcolini z Ferraty, manžel její dcery Marie Anny. Změnilo se původní prostorové uspořádání místností hlavní budovy, původní věž byla odstraněna, nová věž v současné podobě byla později doplněna hodinami. Terénními úpravami získaný prostor byl využit pro rozšíření nádvoří a založení zahrady. Jednoduchá zeď s vjezdem mezi křídly byla zbořena a vznikl úzký patrový spojovací trakt. Upravena byla i severní část západní křídla směrem do náměstí. Roku 1836 získal zámek sňatkem s dcerou Petra Marcoliniho Terezií Karel Nimptsch. Jižní spojovací trakt byl zbořen, severní přestavěn, v přízemí opatřen arkádami a hlavní bránou. V polovině 19. století byla v zámku zřízena škola pro dívky, které zde byly vyučovány ručním pracím. Spolu s přestavbou byl zřízen anglický krajinářský park s empírovým altánkem, grottou s vyhlídkou a oranžérií.

## Stubenbergové
Roku 1877 přešlo panství sňatkem dcery Karla Nimptsche Anny do vlastnictví Stubenbergů. Došlo k přestavbě interiérů jižního křídla a západní křídlo bylo rozšířeno o lokajnu v letech 1897-1898. Počátkem 20. století byla pseudoklasicisticky fasáda celého zámku, včetně nových říms a frontonů u oken. Za Karla Stubenberg-Nimptsch byla upravena zahrada před vstupem do zámku současně s úpravami interiéru. V roce 1945 byl Stubenbergům zámek zkonfiskován.

## Současnost

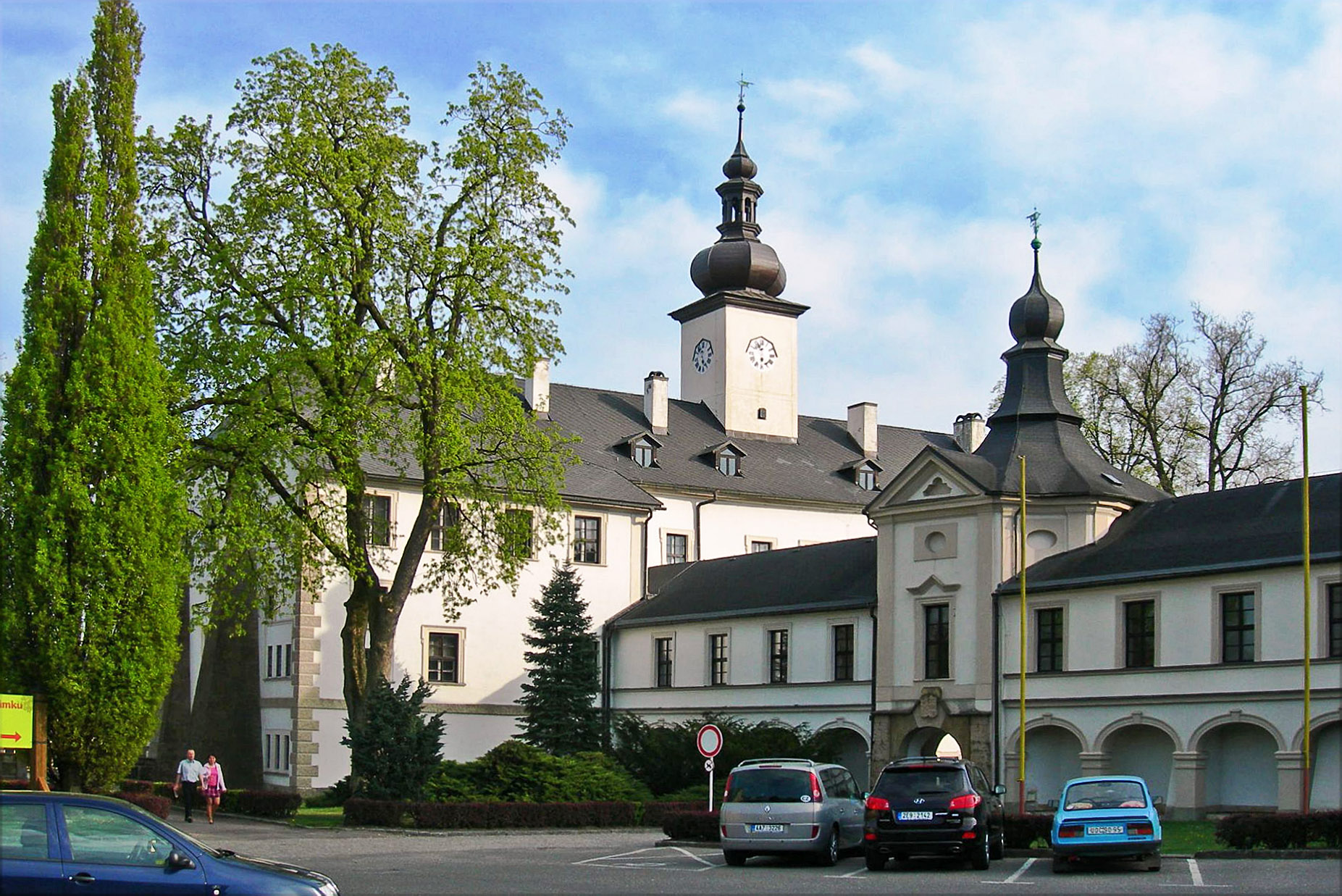
Severní spojovací trakt s hlavní branou

Po roce 1945 byl zámek využíván jako sídlo národního výboru, byla v něm zřízena obřadní síň a místní knihovna, část sloužila jako internát, umístění tu našlo i městské muzeum. V letech 1983-1996 byla provedena celková rekonstrukce. Zámek využívá Letohradské soukromé gymnázium, hotel a restaurace, městská knihovna, základní umělecká škola a stálá zámecká expozice. V parku přibyla voliéra pro exotické ptactvo, celoročně přístupná.
Expozice je realizována ve třech místnosti a část chodby v 2. patře východního křídla. Sály jsou postupně věnovány období baroka, historismu 19. stol. a počátku 20. stol. spojenému se secesí. V prostřední místnosti se připomíná významná kyšperská umělecká rodina Umlaufových – otec Dominik byl řezbář, který vytvořil rámy k vystaveným obrazům svých synů, malířů Jana a Hynka. Třetí sál je spojen také se dvěma malíři – Alfonsem Muchou a místním rodákem Rudolfem Faltusem. Mucha, jehož manželka Marie Chytilová měla v Kyšperku příbuzné, sem ke konci svého života jezdil každé léto a dokonce měl v tehdejší Masarykově škole práce (dnešní střední průmyslová škola) pronajatý ateliér. Zajímavostí v této místnosti je také stále funkční polyfon, hrací skříň na výměnné kovové desky, která původně stávala až do 30. let minulého století v hospodě U Forchů (dodnes existující) nedaleko od nádraží.